# Justine de Padoue
Pour les articles homonymes, voir Sainte Justine et Justine.
Justine de Padoue (née à une date inconnue au IIIe siècle et morte à Padoue le 7 octobre 304) est une martyre, considérée comme sainte par l’Église catholique romaine. Elle est fêtée le 7 octobre, jour anniversaire de sa mort.

## Histoire
Elle aurait été baptisée à Padoue par un disciple de saint Pierre. Si vive était sa foi qu’elle demeura attachée à Jésus-Christ, et pour cela fut percée d’un coup d’épée.
Son hagiographie est décrite dans La Légende dorée de Jacques de Voragine.  

## Dans les arts
- Panneau du retable polyptyque de Saint-Luc,  Andrea Mantegna (1453-1454),  pinacothèque de Brera,  Milan.
- Sainte Justine, Saint Cyprien et un démon, auteur anonyme, miniature de La Légende dorée.
- Sainte Justine Borromée, Giovanni Bellini (v. 1470), musée Bagatti Valsecchi, Milan.
- Sainte Justine,  une licorne et un dévot, Alessandro Bonvicino (1490-1498), Kunsthistorisches Museum, Vienne.
- Le Martyre de sainte Justine, Véronèse (v. 1573), musée des Offices, Florence.

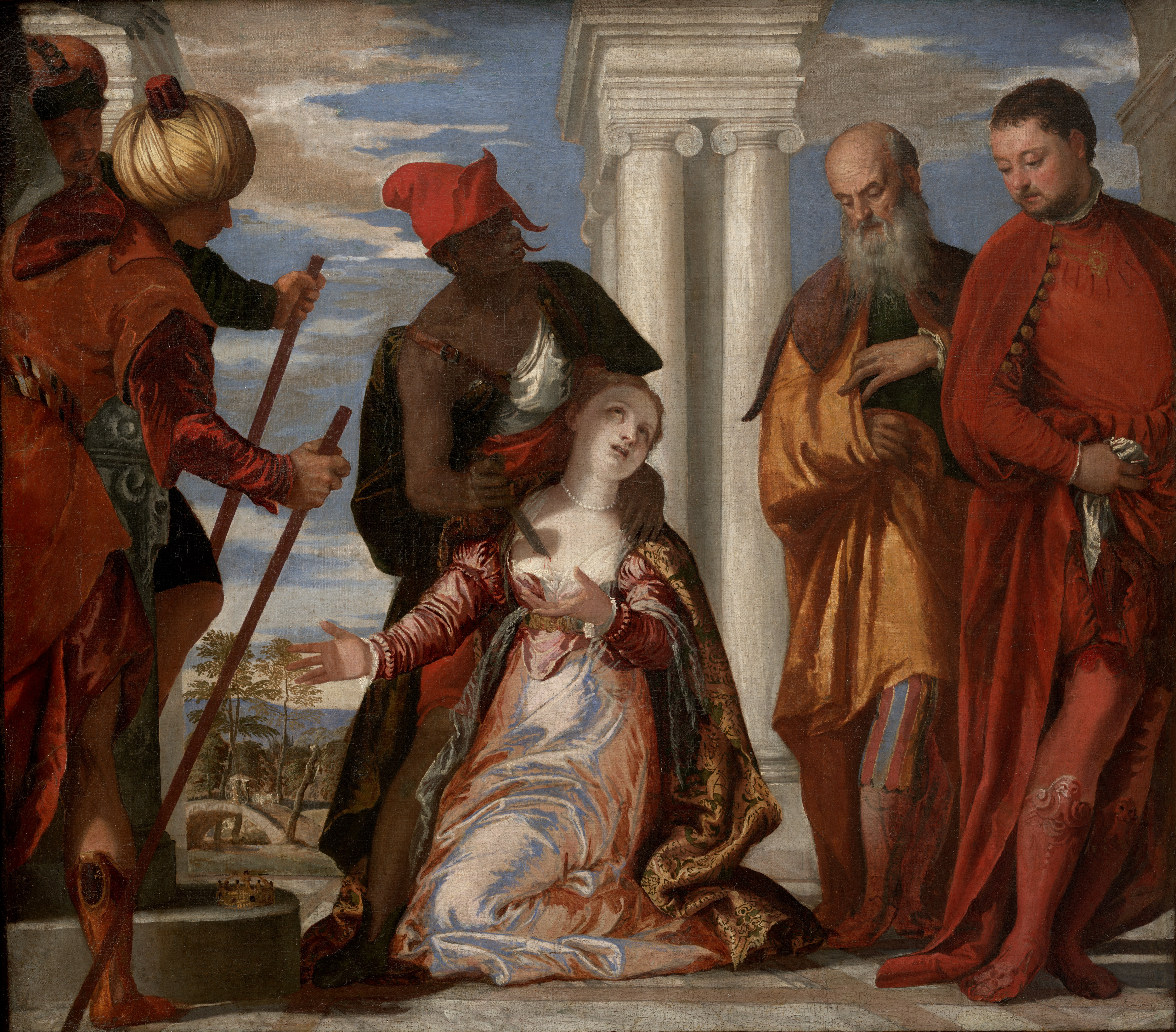
Martyre de sainte Justine, Véronèse (v. 1573).
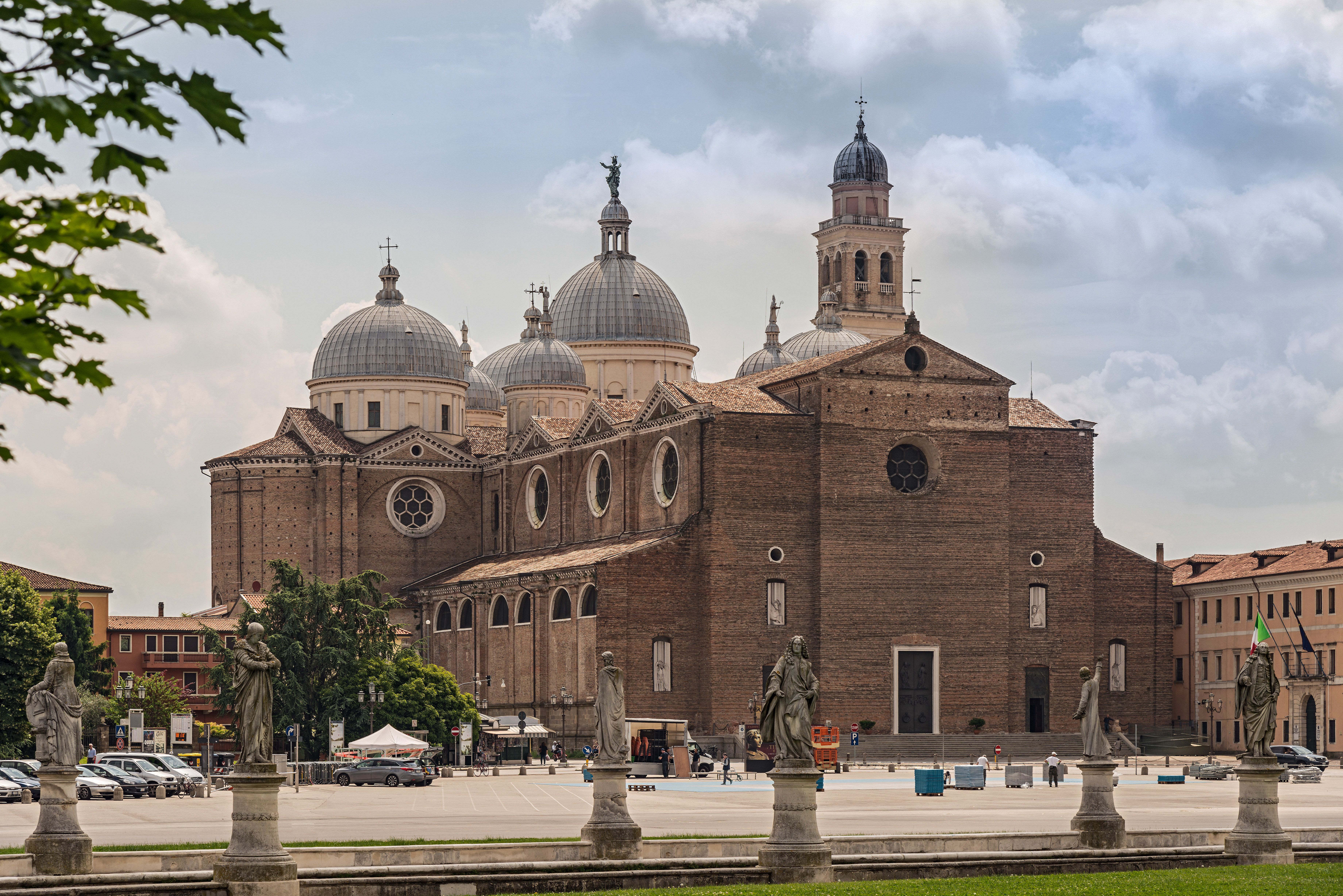
La basilique Sainte-Justine de Padoue.